# Apeadero de Pinheiro
El Apeadero de Pinheiro fue una plataforma ferroviaria de la Línea del Algarve, que servía a la zona de Quinta do Pinheiro, en el ayuntamiento de Tavira, en Portugal.

## Historia
El tramo entre las estaciones de Tavira y Vila Real de Santo António, donde este apeadero se encontraba, entró en explotación el 14 de abril de 1906.